# オランダとイングランドの海戦
『オランダとイングランドの海戦』（オランダとイングランドのかいせん、独: Eine Seeschlacht zwischen Holländern und Engländern, 英: A Naval Battle between Dutch and English Ships）は、17世紀オランダ絵画黄金時代の画家ルドルフ・バックホイゼンが1655年ごろ、キャンバス上に油彩で制作した海景画である。画面下部中央に「L.B.」という画家の署名が記されている。1687年ごろ、おそらくアウグスト2世 (ポーランド王) が皇太子時代にアムステルダムでバックホイゼン自身から購入した作品で、現在、ドレスデンのアルテ・マイスター絵画館に所蔵されている。

## 作品
バックホイゼンは、1670年代初頭にオランダのもっとも重要で名高い海景画家となった。彼は代書人であったが、成人してから独学で絵画を学んだ。バックホイゼンは荒れた海、難破船、海戦を専門とすることを選び、そのほとんどの絵画を滑らかで空気感の表現に優れた様式で描いた。また、船の細密で記述的に正確な描写よりも、オランダの千変万化する天候と、壮大で興趣をそそる空を描き出すことに注力した。

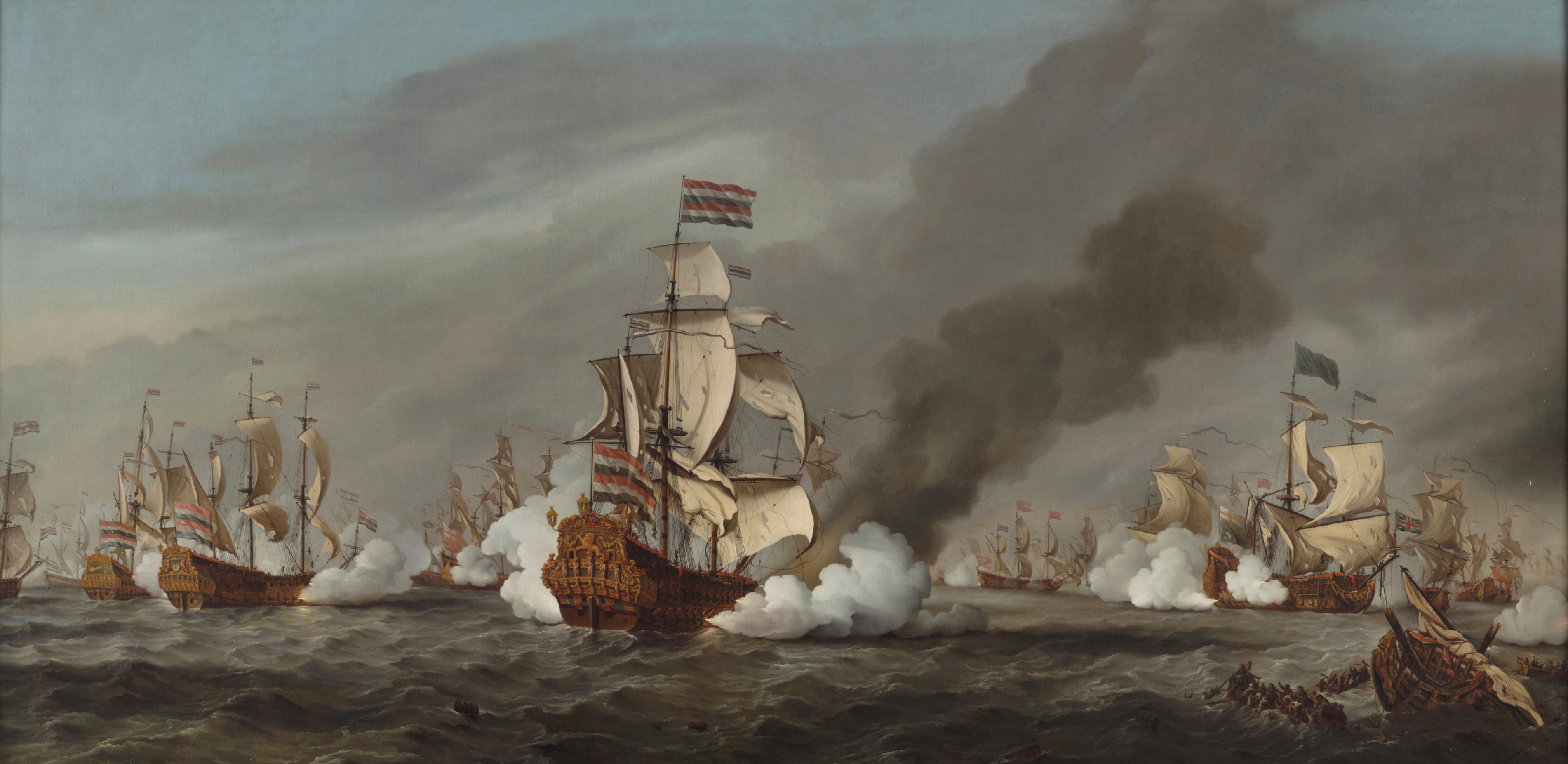
ウィレム・ファン・デ・フェルデ (子)『テセル島の海戦』 (1687年)

この絵画は、第三次英蘭戦争 (1672-1674年) の一場面にもとづいている。オランダがコルネリス・トロンプ提督の指揮下に勝利を得た、1673年8月11日 (ユリウス暦) のテセル島の海戦である。画面中央の船がトロンプ提督のグーデン・レーウ (黄金の獅子) 号で、イングランドのエドワード・スプラッグ卿率いる青色艦隊の旗艦ロイヤル・プリンス号と間近で交戦している。左に見えるオランダ船は、イサーク・スウェールス副提督の旗艦オリファント (象) 号である。
前景では、2隻のイングランド船がすでに撃沈されている。船員たちは手漕ぎボートに逃れ、右端の破損した船は火を放たれている。立ち上る黒煙にオレンジ色が反映して見える。艦砲から空へとうねる雲のごとく立ち上る火薬の白煙によって、船団は覆い隠されている。